# Fausto Wolff
Fausto Wolf es el seudónimo del escritor y periodista brasileño Faustin von Wolffenbüttel. Ha sido periodista de Diário de Porto Alegre. Es también máster en literatura, director de cine y teatro y profesor de literatura de lãs universidades de Copenhague, Dinamarca, y Nápoles, Italia. Es autor de varios libros, entre los que se destaca O Acrobata Pede Desculpas e Cai (1966) y O Homem e Seu Algoz (1997).

## Obras
Branca de neve e outras Histórias (Tradução)
O Acrobata Pede Desculpas e Cai (José Álvaro Editores, 1966)(Codecri, 1980)(Bertrand Brasil, 1998)
Matem o cantor e chamem o garçom (Codecri,1978)
Sandra na Terra do Antes (Codecri, 1979) (Civilização Brasileira, 1996)
O Dia em que Comeram o Ministro (Codecri, 1982)
ABC do Fausto Wolff (L&PM,1988)
À Mão Esquerda (Civilização Brasileira, 1996)
O Homem e Seu Algoz: 15 histórias (Bertrand Brasil, 1997)
O Nome de Deus: 10 Histórias (Bertrand Brasil, 1998)
O Lobo Atrás do Espelho: (o romance do século) (Bertrand Brasil, 2000)
Cem poemas de amor: e uma canção despreocupada (Bertrand Brasil, 2000)
O Pacto de Wolffenbüttel e a Recriação do Homem (Bertrand Brasil, 2001)
O Ogre e o Passarinho (Ática, 2002)
Gaiteiro Velho (Bertrand Brasil, 2003)
Carta (com Pretensão de Contos) de um Escritor aos Estudantes
Detonando a Notícia: como a Mídia Corrói a Democracia Americana (Tradução)
- Datos: Q2882591